# Nef (Familie)
Die Nef sind eine Textilkaufleutefamilie von Herisau im Schweizer Kanton Appenzell Ausserrhoden.

## Geschichte
Mit der Gründung eines Handelsgeschäfts im Jahr 1805 legte Johann Jakob Nef die Basis zu einem der erfolgreichsten Textilhandelshäuser Appenzell Ausserrhodens. Die spätere J.G. Nef & Compagnie, 1947 in die J.G. Nef–Nelo AG umgewandelt, blieb während fünf Generationen im Besitz der Familie. Diese hatte während vier Generationen auch die Geschäftsführung inne. 
Nach dem Tod des letzten männlichen Firmeninhabers Johann Georges Nef (1883–1954) übernahm 1954 dessen Witwe Anita Nef–Putzi das Verwaltungsratspräsidium. Ihre Tochter Anita Nef nahm im Verwaltungsrat Einsitz und die operative Führung ging erstmals an Fremdmanager. Ab den 1980er Jahren folgte die Firma, die bis dahin alle Krisen der Textilindustrie bewältigt hatte, dem Branchentrend und erlebte einen schrittweisen Abbau. Noch lange sicherten aber firmeneigene Reserven sowie die Nachsicht der Aktionärsfamilie das Überleben des Unternehmens. Im Jahr 1989 erfolgte der Verkauf und 1992 die Liquidation der Traditionsfirma.
Wichtige Einschnitte in der Familiengeschichte waren in den Jahren 1847 beziehungsweise 1891 das Ausscheiden zweier Söhne aus dem Familienbetrieb. Beide führten mit grossem Erfolg eigene Textilexporthäuser in St. Gallen. Zum einen wechselte Eduard Nef in der zweiten Generation vom väterlichen ins schwiegerväterliche  Geschäft, welches sein gleichnamiger Sohn weiterführte. Sein zweiter Sohn Viktor Nef (1850–1884) erwarb eine Spinnerei in Chemnitz. Zum anderen löste sich in der dritten Generation Johann Jakob Nef aus der Herisauer Stammfirma und begründete ein eigenständiges Exporthaus, welches sein gleichnamiger Sohn 1913 an die J.G. Nef & Compagnie zurückverkaufte. Aus diesem Familienzweig gingen bekannte Musiker, Philosophen und Diplomaten hervor, unter anderem Karl Nef und Victor Nef. 
Charakteristisch für die ersten zwei Generationen der Familie war das starke Engagement in der Gemeinde- und Kantonspolitik. Die späteren Generationen wandten sich zum Teil militärischen  Aufgaben zu, wobei Johann Georg Nef und Johann Georges Nef bis in den Rang eines Obersten aufstiegen. Die Nef verfügten über enge verwandtschaftliche Beziehungen zu verschieden führenden Familien aus Wirtschaft und Politik Ausserrhodens.